# Associazione Calcio Fiorentina 1958-1959
Questa voce raccoglie le informazioni riguardanti l'Associazione Calcio Fiorentina nelle competizioni ufficiali della stagione 1958-1959.

## Stagione
La Fiorentina di questa stagione lotta fino a quasi le ultime giornate per la conquista dello scudetto, malgrado l'addio di Julio Julinho e del tecnico Fulvio Bernardini. La nuova coppia d'attacco Kurt Hamrin, esile giocatore svedese detto "l'uccellino", e Miguel Montuori segnano gol a raffica e la Fiorentina gioca quasi tutto il campionato testa a testa con il Milan fino all'inspiegabile crollo a otto giornate dalla fine con la sconfitta interna proprio contro i rossoneri (1-3).
La Fiorentina è una macchina da gol, ne segnerà 95 subendone solo 3 in più del Milan campione d'Italia (da segnalare in particolare i venti gol segnati in tre partite tra la 13ª e la 15ª). Quattro marcatori in doppia cifra nella squadra viola: Kurt Hamrin con 26 reti, Miguel Montuori con 22 reti, Francisco Lojacono con 14 reti e Gianfranco Petris co 10 reti. Fanno il loro debutto come secondo portiere Enrico Albertosi, giocatore che difenderà per 10 anni la porta viola, e la forte ala Gianfranco Petris.
Ad allenare la squadra c'è stato l'avvicendamento tra Lajos Czeizler e Luis Carniglia che rimarrà anche l'anno a seguire. Il capitano viola ormai da una stagione e fino a fine campionato è stato Sergio Cervato.
In Coppa Italia la Fiorentina arriva fino ai quarti di finale: dopo aver battuto la Sampdoria, viene sconfitta dalla Juventus a Torino per 3-1.
La Coppa dell'Amicizia italo-francese è alla sua 1ª edizione: si contrappongono Francia e Italia attraverso alcune loro squadre di club. La squadra Gigliata vince la Coppa (come nazione) con Milan, Juventus, Inter e Atalanta. Miglior marcatore del torneo Kurt Hamrin con 4 reti.

## Risultati

### Serie A

#### Girone di andata
| Arbitro: | Mori (Cremona) |

|                                      |           |           |
| Montuori 20’, 51’ Cervato 31’ (rig.) | Marcatori | 79’ Menti |

| Arbitro: | Lo Bello (Siracusa) |

|                   |           |                                          |
| Dorigo 48’ (rig.) | Marcatori | 1’ Lojacono 24’ Hamrin 26’, 52’ Montuori |

| Arbitro: | Campanati (Milano) |

|              |           |           |
| Montuori 23’ | Marcatori | 41’ Tozzi |

| Arbitro: | Orlandini (Roma) |

|                        |           |                                     |
| Castelletti 65’ (aut.) | Marcatori | 47’ Montuori 48’ Greatti 90’ Hamrin |

| Arbitro: | Marchese (Napoli) |

|                                |           |  |
| Segato 2’, 36’ Hamrin 55’, 78’ | Marcatori |  |

| Arbitro: | Moriconi (Roma) |

|                 |           |              |
| Cucchiaroni 84’ | Marcatori | 62’ Montuori |

| Arbitro: | Lo Bello (Siracusa) |

|                                              |           |                                            |
| Cervato 30’ (rig.) Montuori 45’ Lojacono 60’ | Marcatori | 11’ (rig.) Ferrario 13’ Nicolè 32’ Charles |

| Arbitro: | Liverani (Torino) |

|             |           |               |
| Zannier 90’ | Marcatori | 4’ Chiappella |

| Arbitro: | Orlandini (Roma) |

|                                                                       |           |                              |
| Montuori 8’ Lojacono 9’, 73’ Cervato 15’ (rig.) Petris 18’ Hamrin 60’ | Marcatori | 11’ 12’ (rig.) 54’ Pivatelli |

| Arbitro: | Lo Bello (Siracusa) |

|                         |           |  |
| Danova 48’ Altafini 82’ | Marcatori |  |

| Arbitro: | Mori (Cremona) |

|                                          |           |  |
| Gratton 16’ Montuori 21’, 62’ (rig.) 86’ | Marcatori |  |

| Ferrara 21 dicembre 1958 12ª giornata | SPAL             | 0 – 0 | Fiorentina | Stadio Comunale\| Arbitro: \| Rebuffo (Milano) \| |
| Arbitro:                              | Rebuffo (Milano) |       |            |                                                   |

| Arbitro: | Moriconi (Roma) |

|                                                                               |           |             |
| Chiappella 1’ Petris 35’ Montuori 43’, 55’ Gratton 47’ Hamrin 49’ Cervato 89’ | Marcatori | 80’ Cuttica |

| Arbitro: | Famulari (Messina) |

|                                                                       |           |  |
| Petris 10’ Lojacono 29’ Montuori 36’ Hamrin 40’, 86’ Gratton 62’, 78’ | Marcatori |  |

| Arbitro: | Lo Bello (Siracusa) |

|  |           |                                                               |
|  | Marcatori | 12’ Lojacono 31’, 50’ Montuori 54’, 62’ Hamrin 76’ Chiappella |

| Livorno 18 gennaio 1959 16ª giornata | Roma            | 0 – 0 | Fiorentina | Stadio Comunale\| Arbitro: \| Rigato (Mestre) \| |
| Arbitro:                             | Rigato (Mestre) |       |            |                                                  |

| Arbitro: | De Marchi (Pordenone) |

|                                       |           |             |
| Petris 6’ Hamrin 44’, 79’ Gratton 68’ | Marcatori | 15’ Vinicio |

#### Girone di ritorno
| Arbitro: | Liverani (Torino) |

|           |           |                       |
| Menti 30’ | Marcatori | 70’ Segato 86’ Petris |

| Arbitro: | Menchini (Udine) |

|                                                                                               |           |            |
| Lojacono 10’, 85’ Cervato 26’ (rig.) Segato 30’ Giacomazzi 62’ (aut.) Montuori 68’ Hamrin 88’ | Marcatori | 69’ Tacchi |

| Roma 15 febbraio 1959 20ª giornata | Lazio               | 0 – 0 | Fiorentina | Stadio Olimpico\| Arbitro: \| Lo Bello (Siracusa) \| |
| Arbitro:                           | Lo Bello (Siracusa) |       |            |                                                      |

| Arbitro: | De Robbio (Torre Annunziata) |

|                                           |           |              |
| Lojacono 13’ Montuori 19’ Hamrin 47’, 59’ | Marcatori | 87’ Bresolin |

| Arbitro: | Orlandini (Roma) |

|              |           |                               |
| Skoglund 82’ | Marcatori | 2’, 76’ Montuori 58’ Lojacono |

| Arbitro: | Marangio (Roma) |

|                                          |           |            |
| Hamrin 57’, 78’, 82’ Lojacono 62’ (rig.) | Marcatori | 80’ Milani |

| Arbitro: | Marchese (Napoli) |

|                      |           |                                 |
| Sivori 38’, 63’, 86’ | Marcatori | 28’ (rig.) Lojacono 74’ Gratton |

| Arbitro: | De Robbio (Torre Annunziata) |

|                                      |           |  |
| Montuori 39’ Lojacono 42’ Hamrin 61’ | Marcatori |  |

| Arbitro: | Lo Bello (Siracusa) |

|  |           |                                 |
|  | Marcatori | 22’, 71’, 78’ Petris 85’ Hamrin |

| Arbitro: | Orlandini (Roma) |

|            |           |                                           |
| Hamrin 41’ | Marcatori | 8’ (aut.) Robotti 17’ Altafini 80’ Danova |

| Arbitro: | Moriconi (Roma) |

|              |           |                              |
| Catalano 30’ | Marcatori | 81’ (rig.) Hamrin 89’ Petris |

| Arbitro: | Lo Bello (Siracusa) |

|                     |           |                            |
| Lojacono 37’ (rig.) | Marcatori | 49’ Oltramari 78’ Morbello |

| Genova 17 maggio 1959 30ª giornata | Genoa           | 0 – 0 | Fiorentina | Stadio Luigi Ferraris\| Arbitro: \| Rigato (Mestre) \| |
| Arbitro:                           | Rigato (Mestre) |       |            |                                                        |

| Arbitro: | Orlandini (Roma) |

|                              |           |  |
| Sassi 30’ (rig.) Bettini 59’ | Marcatori |  |

| Arbitro: | Rigato (Mestre) |

|                                 |           |  |
| Hamrin 43’, 60’, 64’ Segato 79’ | Marcatori |  |

| Arbitro: | Pieri (Trieste) |

|            |           |           |
| Hamrin 13’ | Marcatori | 79’ Tasso |

| Arbitro: | Adami (Roma) |

|                                  |           |                                   |
| Vinicio 70’ (rig.) Gasparini 82’ | Marcatori | 23’ Morosi 43’ Petris 54’ Greatti |

### Coppa Italia
| Arbitro: | Righi (Milano) |

|                   |           |             |
| Lojacono 55’, 69’ | Marcatori | 41’ Recagno |

| Arbitro: | Gambarotta (Genova) |

|                                       |           |            |
| Stivanello 23’ Charles 63’ Nicolè 79’ | Marcatori | 71’ Petris |

### Coppa dell'Amicizia italo-francese
| Arbitro: | Rigato |

|  |           |                 |
|  | Marcatori | 38’, 42’ Hamrin |

| Arbitro: | Fauquembergue |

|                                 |           |           |
| Hamrin 18’, 37’ Petris 23’, 33’ | Marcatori | 49’ Skiba |

## Statistiche

### Statistiche di squadra
| Competizione                       | Punti | In casa | In casa | In casa | In casa | In casa | In casa | In trasferta | In trasferta | In trasferta | In trasferta | In trasferta | In trasferta | Totale | Totale | Totale | Totale | Totale | Totale | DR  |
| Competizione                       | Punti | G       | V       | N       | P       | Gf      | Gs      | G            | V            | N            | P            | Gf           | Gs           | G      | V      | N      | P      | Gf     | Gs     | DR  |
| ---------------------------------- | ----- | ------- | ------- | ------- | ------- | ------- | ------- | ------------ | ------------ | ------------ | ------------ | ------------ | ------------ | ------ | ------ | ------ | ------ | ------ | ------ | --- |
| Serie A                            | 49    | 17      | 12      | 3       | 2       | 64      | 19      | 17           | 8            | 6            | 3            | 31           | 16           | 34     | 20     | 9      | 5      | 95     | 35     | +60 |
| Coppa Italia                       | -     | 1       | 1       | 0       | 0       | 2       | 1       | 1            | 0            | 0            | 1            | 1            | 3            | 2      | 1      | 0      | 1      | 3      | 4      | -1  |
| Coppa dell'Amicizia italo-francese | -     | 1       | 1       | 0       | 0       | 4       | 1       | 1            | 1            | 0            | 0            | 2            | 0            | 2      | 2      | 0      | 0      | 6      | 1      | +5  |
| Totale                             |       | 19      | 14      | 3       | 2       | 70      | 21      | 18           | 9            | 6            | 4            | 34           | 19           | 38     | 23     | 9      | 6      | 104    | 40     | +64 |

### Statistiche dei giocatori
| Giocatore      | Serie A  | Serie A | Coppa Italia | Coppa Italia | Coppa dell'amicizia italo-francese | Coppa dell'amicizia italo-francese | Totale   | Totale |
| Giocatore      | Presenze | Reti    | Presenze     | Reti         | Presenze                           | Reti                               | Presenze | Reti   |
| -------------- | -------- | ------- | ------------ | ------------ | ---------------------------------- | ---------------------------------- | -------- | ------ |
| E. Albertosi   | 5        | -5      | 1            | -1           | 0                                  | -0                                 | 6        | -6     |
| S. Carpanesi   | 17       | 0       | 1            | 0            | ?                                  | 0                                  | 18+      | 0      |
| S. Castelletti | 32       | 0       | 2            | 0            | ?                                  | 0                                  | 34+      | 0      |
| S. Cervato     | 25       | 5       | 2            | 0            | ?                                  | 0                                  | 27+      | 5      |
| G. Chiappella  | 27       | 3       | -            | -            | ?                                  | 0                                  | 27+      | 3      |
| L. Dell'Angelo | 2        | 0       | -            | -            | ?                                  | 0                                  | 2+       | 0      |
| G. Gratton     | 25       | 6       | 2            | 0            | ?                                  | 0                                  | 27+      | 6      |
| R. Greatti     | 5        | 2       | -            | -            | ?                                  | 0                                  | 5+       | 2      |
| K. Hamrin      | 32       | 26      | 2            | 0            | 2                                  | 4                                  | 36       | 30     |
| F. Lojacono    | 28       | 14      | 2            | 2            | ?                                  | 0                                  | 30+      | 16     |
| M. Montuori    | 27       | 22      | -            | -            | ?                                  | 0                                  | 27+      | 22     |
| P. Morosi      | 5        | 1       | 2            | 0            | ?                                  | 0                                  | 7+       | 1      |
| A. Orzan       | 26       | 0       | 2            | 0            | ?                                  | 0                                  | 28+      | 0      |
| G. Petris      | 26       | 10      | 2            | 1            | ?                                  | 0                                  | 28+      | 11     |
| E. Robotti     | 34       | 0       | 2            | 0            | 2                                  | 0                                  | 38       | 0      |
| G. Sarti       | 29       | -30     | 2            | -3           | ?                                  | -?                                 | 31+      | -33+   |
| A. Segato      | 29       | 5       | 2            | 0            | ?                                  | 0                                  | 31+      | 5      |

## Giovanili

### Piazzamenti
- Primavera:
  - Campionato Juniores Nazionale: vincitore